# 1982 en Nouvelle-Écosse
Chronologie de la Nouvelle-Écosse
- 1978
- 1979
- 1980
- 1981
- 1982
- 1983
- 1984
- 1985
- 1986

Cette page concerne des événements d'actualité qui se sont produits durant l'année 1982 dans la province canadienne de la Nouvelle-Écosse.

## Politique
- Premier ministre : John Buchanan
- Chef de l'Opposition :
- Lieutenant-gouverneur : John Elvin Shaffner
- Législature :